# Basler Brot

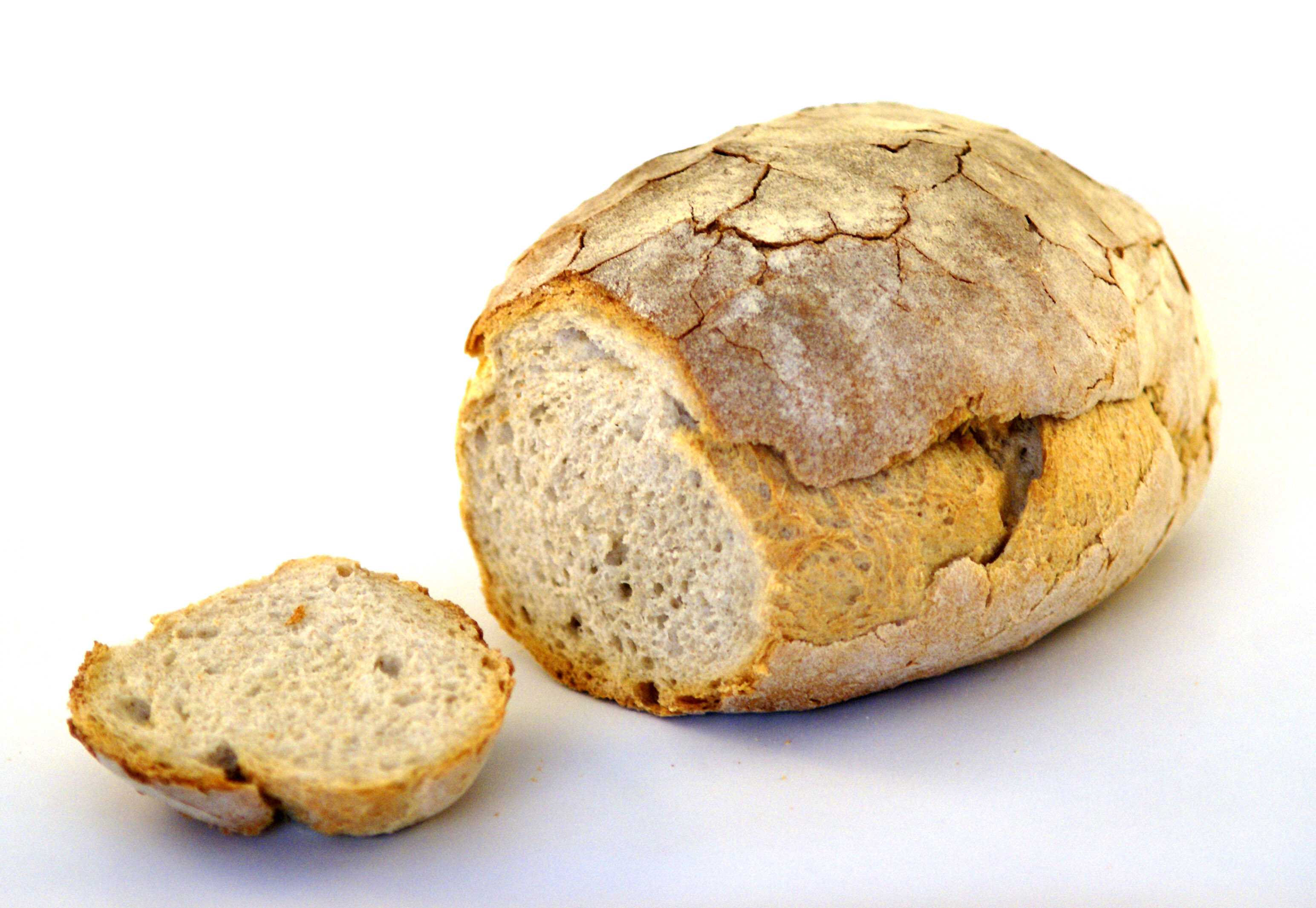
Basler Brot

Basler Brot (in tedesco pane di Basilea), noto anche con il nome Basler Laibli, è un pane tipico della città svizzera di Basilea e del suo cantone, ma diffuso in tutta la Svizzera.

## Storia
L'età della ricetta non è certa. Il Basler Brot venne descritto per la prima volta in una rivista culinaria nel 1944. Dopo una campagna dell'Associazione dei panificatori svizzeri negli anni cinquanta, venne distribuito in tutti i panifici elvetici.

## Caratteristiiche
Si distingue per la sua consistenza molto soffice, il suo impasto poroso e farinoso e la crosta croccante